# Philipp Jakob Zwerger
Philipp Jakob Zwerger (* 1685; † 1758) war ein Maurermeister in Weilheim und München. 

## Leben
Der Sohn des Münchener Hofmaurermeisters Philipp Zwerger († 1702) begann erst nach dessen Tod die Ausbildung zum Maurer. Nach einigen Wanderjahren bewarb er sich 1713 als Hofmaurerpolier in München, wurde aber abgelehnt.
1717 erlangte er dann in Weilheim das bürgerliche Maurermeisterrecht. Das Maurerhandwerk in München verweigerte auch noch später (1722/23) seine Aufnahme, bis er dann doch noch 1731 Hofbaumeister wurde. Zwerger beschäftigte sich hauptsächlich mit Ausführungs- und Ausbesserungsaufträgen des Hofbauamtes.

## Bauwerke
- 1725 Barockkirche St. Georg in Unterbiberg bei München, 1734 von Michael Pröbstl fertiggestellt